# أنت في السادسة عشرة

أنت في السادسة عشرة (جوني بورنيت 1960)

أنت في السادسة عشرة (بالإنجليزية: You're Sixteen) أغنية كتبها الأخوان شيرمان (روبرت بي. شيرمان وريتشارد م. شيرمان)، وقام بأدائها لأول مرة مغني الروكابيلي الأمريكي جوني بورنيت، وبلغت نسخته ذروتها في المرتبة الثامنة على قائمة بيلبورد هوت 100 الأمريكية في ديسمبر 1960 والمرتبة 3 في المملكة المتحدة عام 1961.

أنت في السادسة عشرة (رينغو ستار 1974)

## نسخة رينجو ستار
قام رينجو ستار، عضو فريق البيتلز، بغناء نسخته من «أنت في السادسة عشرة» وصدرت في الولايات المتحدة كأغنية منفردة في 3 ديسمبر 1973، وفي المملكة المتحدة في 8 فبراير 1974، وفي يناير 1974، وصلت الأغنية، المأخوذة من ألبوم «رينجو» إلى المركز الأول على قائمة هوت بيلبورد 100 وقد جمعت الأغنية رينجو ستار مع زميله السابق في فريق البيتلز «بول مكارتني». على الرغم من أن مكارتني يُنسب إليه الفضل، كما هو مكتوب على غلاف الألبوم، في الغناء مستخدماً الكازو (آلة أمريكية معدنية يضعها المغني على فمه ليصبح صوته صاخباُ) لكن منتج الأغنية «ريتشارد بيري» كشف أنه لم يكن في الواقع مكارتني يستخدم الكازو ولكنه غنى عفوياً مع الأغنية. غنى أيضا مع الأغنية الموسيقي هاري نيلسون غناءً مساندًا على نسخة ستار. يُسمع نيكي هوبكنز وهو يعزف على البيانو، بما في ذلك الصعود والنزول بالقرب من التلاشي الآلي للأغنية.
تظهر الممثلة الأمريكية كاري فيشر في الفيديو الخاص بالأغنية عام 1978 في دور حبيبة رينجو.

## الأغنية على القوائم حول العالم
احتلت الأغنية المركز الأول في الولايات المتحدة على قائمة كاش بوكس، وعلى قائمة هوت بيلبورد 100، وعلى قوائم نيوزيلندا.
احتلت الأغنية المركز الثاني في كندا، وايرلندا وأيضا على قائمة الاستماع السهل في الولايات المتحدة.
ظهرت الأغنية في قائمة أفضل عشرة أغاني في كل من: أستراليا (6) – بلجيكا (10) – هولندا (6) – النرويج (6) – جنوب إفريقيا (3) – سويسرا (6) – المملكة المتحدة (4).

## نسخ أخرى للأغنية
قام بغناء «أنت في السادسة عشرة» حوالي 100  فنان كان أبرزهم: المغني الفرنسي جوني هاليداي (1962)، وجاري لويس وفريق البلاي بويز (1967).

## كلمات الأغنية
تأتي مثل الحلم والخوخ والقشدة You come on like a dream, peaches and cream
الشفاه مثل نبيذ الفراولة Lips like strawberry wine
أنت في السادسة عشرة، أنت جميلة وأنت لي You're sixteen, you're beautiful and you're mine
أنت مملؤة بالشرائط وتجعدات الشعر، أوه، يا لها من فتاة You're all ribbons and curls, ooh, what a girl
عيون تتألق وتتألق Eyes that sparkle and shine
أنت في السادسة عشرة، أنت جميلة وأنت لي You're sixteen, you're beautiful and you're mine
أنت طفلتي، أنت حيواني الأليف You're my baby, you're my pet
وقعنا في الحب ليلة التقينا We fell in love on the night we met
لقد لمست يدي، وذهل قلبي You touched my hand, my heart went pop
أوه، عندما قبلنا، لم أستطع التوقف Ooh, when we kissed, i could not stop
لقد خرجت من أحلامي، إلى ذراعي You walked out of my dreams, into my arms
الآن أنت ملاكي الإلهي Now you're my angel divine
أنت في السادسة عشرة، أنت جميلة وأنت لي You're sixteen, you're beautiful, and you're mine
أنت طفلتي، أنت حيواني الأليف You're my baby, you're my pet
لقد خرجت من أحلامي، إلى سيارتي You walked out of my dreams, into my car
الآن أنت ملاكي الإلهي Now you're my angel divine
أنت في السادسة عشرة، أنت جميلة وأنت لي You're sixteen, you're beautiful, and you're mine
(ماذا نفعل مع بحار في حالة سكر؟) (?What shall we do with the drunken sailor)

## وصلات خارجية
https://www.songfacts.com/facts/ringo-starr/youre-sixteen أنت في السادسة عشرة
https://www.youtube.com/watch?v=8ainB6qnWBI أنت في السادسة عشرة
https://www.youtube.com/watch?v=7f6m9T9qgtk أنت في السادسة عشرة
https://www.youtube.com/watch?v=D-6psP7Ld6U أنت في السادسة عشرة
https://www.youtube.com/watch?v=9QnpHs9G6rE أنت في السادسة عشرة